# Tư Dương, Ích Dương
Tư Dương (giản thể: 资阳区; phồn thể: 資陽區; bính âm: Zīyáng Qū) là một khu thuộc thành phố Ích Dương, tỉnh Hồ Nam, Trung Quốc. Khu được thành lập vào tháng 4 năm 1994, thuộc phía nam của đồng bằng hồ Động Đình. Khu Tử Dương có tổng diện tích 571,8 km², dân số 423.000 người. Tử Dương có khí hậu á nhiệt đới lục địa gió mùa, bốn mùa rõ rệt, lượng mưa dồi dào, nhiệt độ trung bình hàng năm là 17,8 °C, mỗi năm có 236-276 ngày có sương giá, lượng mưa trung bình hàng năm là 1.288 mm, số giờ nắng là 1414 giờ. Tư Dương có quốc lộ 319, tỉnh lộ 204 và 308, đường cao tốc Trường Sa-Trương Gia Giới chạy qua; là nơi giao nhau giữa đường sắt Thạch Môn-Trường Sa và đường sắt Lạc Dương-Trạm Giang.